# Маруяма, Хироси
Хироси Маруяма (яп. 丸山 博,  род. 1949, Япония) — японский дипломат, посол Японии в Финляндии и по совместительству в Эстонии (2009—2012).

## Биография
Получил степень по экономике в Токийском университете.
В 1972 году поступил на работу в министерство транспорта Японии и занимал пост директора Отдела по связям с общественностью, Отдела авиационной промышленности и Бюро автомобильного транспорта.
С 2005 по 2009 год занимал пост заместителя министра земли, инфраструктуры и транспорта.
С 2009 по 2012 год был в должности чрезвычайного и полномочного посла Японии в Финляндии. В период своей деятельности посетил Аландские острова.
Одновременно, в качестве посла, представлял Японию в Эстонии и 29 октября 2009 года вручил верительные грамоты президенту Эстонии Тоомасу Ильвесу.